# Pesero

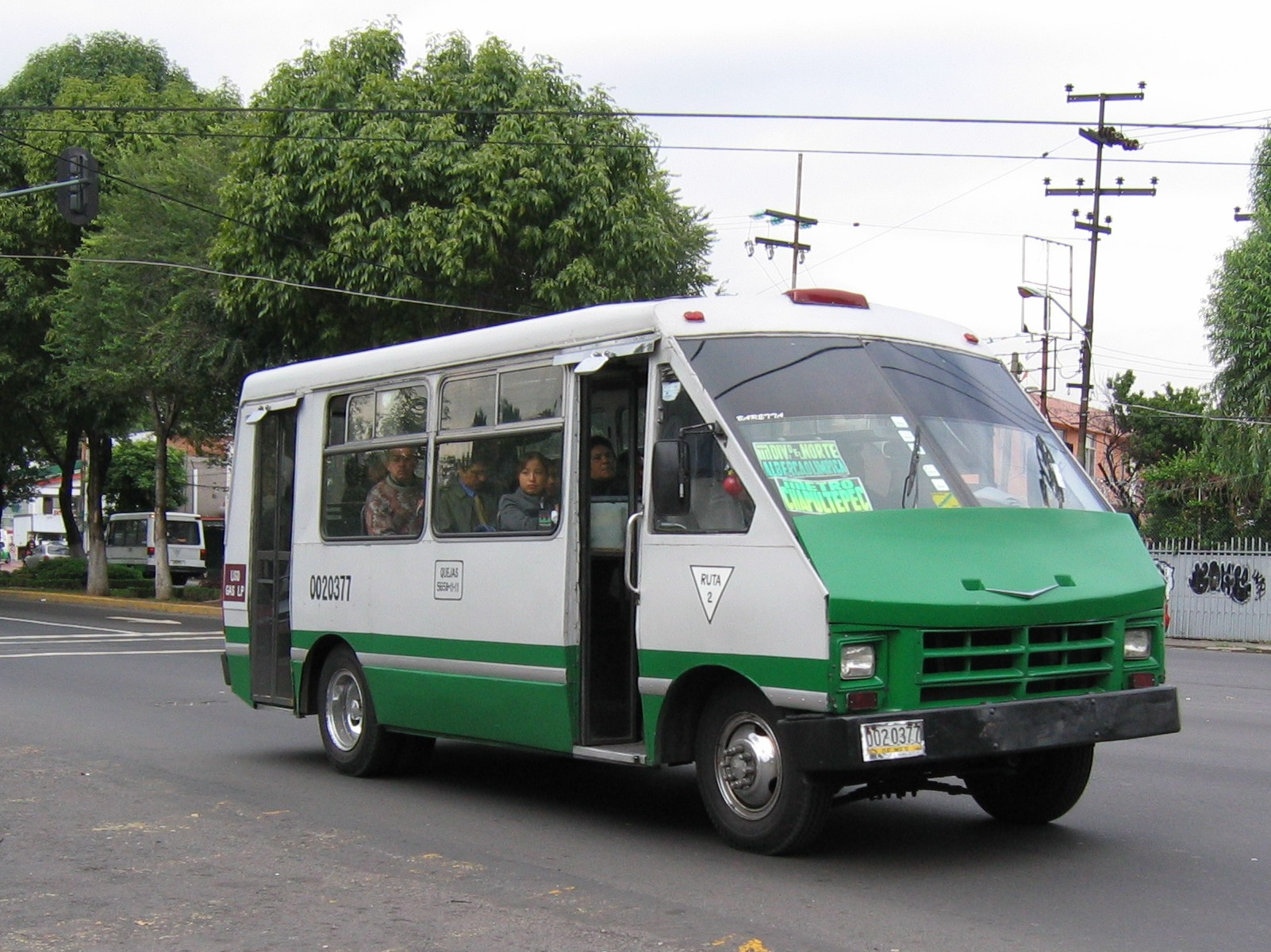
Een pesero

Een Pesero, Microbús of Colectivo is een vorm van openbaar vervoer in Mexico, in het bijzonder in Mexico-Stad.
Pesero's zijn minibussen, die door hun formaat kunnen komen op plekken waar andere bussen niet kunnen komen en minder last hebben van het drukke verkeer. Op een aantal terminals naar hebben pesero's geen haltes, voetgangers kunnen aangeven mee te willen rijden door hun hand op te steken. De bussen danken hun naam aan het feit dat een rit in het verleden één Mexicaanse peso kostte, tegenwoordig is het meestal meer (afhankelijk van de afstand)
Er opereren naar schatting 28.000 pesero's in Mexico-Stad, en die vervoeren meer passagiers dan de metro van Mexico-Stad of de trolleybussen. Als nadelen van de pesero's gelden het ondoorzichtige routenetwerk, de onveiligheid en het geringe comfort.